# Liste der Monuments historiques in Longsols
Die Liste der Monuments historiques in Longsols führt die Monuments historiques in der französischen Gemeinde Longsols auf.

## Liste der Immobilien
| Bezeichnung                                 | Beschreibung            | Standort           | Kennzeichnung | Schutzstatus | Datum | Bild           |
| ------------------------------------------- | ----------------------- | ------------------ | ------------- | ------------ | ----- | -------------- |
| Kirche St-Julien-l’Hospitalier-et-St-Blaise | aus dem 16. Jahrhundert | Rue du Pont (Lage) | PA00078140    | Inscrit      | 1926  | weitere Bilder |

## Liste der Objekte
| Bezeichnung                                           | Beschreibung | Standort                                                  | Kennzeichnung | Schutzstatus | Datum | Bild |
| ----------------------------------------------------- | --- | --------------------------------------------------------- | ------------- | ------------ | ----- | ---- |
| Kirchenfenster Begegnung an der Goldenen Pforte       | aus dem 16. Jahrhundert                                                                                               | in der Kirche St-Julien-l’Hospitalier-et-St-Blaise (Lage) | PM10001074    | Classé       | 1913  |      |
| Kreuzreliquiar                                        | Silber, vergoldet, 16. (Kreuz) und 18. Jahrhundert (Fuß); in der Mairie deponiert                                     | in der Kirche St-Julien-l’Hospitalier-et-St-Blaise (Lage) | PM10001075    | Classé       | 1960  |      |
| Skulptur Johannes der Täufer                          | Kalkstein, farbig gefasst und vergoldet, Anfang des 17. Jahrhunderts                                                  | in der Kirche St-Julien-l’Hospitalier-et-St-Blaise (Lage) | PM10001078    | Classé       | 1950  |      |
| Skulptur Heiliger Julianus                            | Eichenholz, farbig gefasst und vergoldet, erste Hälfte des 17. Jahrhunderts                                           | in der Kirche St-Julien-l’Hospitalier-et-St-Blaise (Lage) | PM10001079    | Classé       | 1960  |      |
| Skulptur Heiliger Nikolaus                            | Kalkstein, farbig gefasst, Anfang des 16. Jahrhunderts                                                                | in der Kirche St-Julien-l’Hospitalier-et-St-Blaise (Lage) | PM10001084    | Classé       | 1960  |      |
| Hauptaltar                                            | Retabel und Tabernakel; Eichenholz, farbig gefasst und vergoldet, 17. Jahrhundert; zugehörig PM10003170               | in der Kirche St-Julien-l’Hospitalier-et-St-Blaise (Lage) | PM10001076    | Classé       | 1960  |      |
| Gemälde Martyrium des heiligen Julianus (von Brioude) | Ölfarbe auf Leinwand, 17. Jahrhundert                                                                                 | in der Kirche St-Julien-l’Hospitalier-et-St-Blaise (Lage) | PM10003170    | Classé       | 1960  |      |
| Skulptur Madonna mit Kind                             | Kalkstein, farbig gefasst, 16. Jahrhundert                                                                            | in der Kirche St-Julien-l’Hospitalier-et-St-Blaise (Lage) | PM10001077    | Classé       | 1960  |      |
| Skulptur Heilige Katharina                            | Eichenholz, farbig gefasst, um 1600                                                                                   | in der Kirche St-Julien-l’Hospitalier-et-St-Blaise (Lage) | PM10001081    | Classé       | 1960  |      |
| Julianus-und-Blasius-Altar                            | linker Seitenaltar; Altartisch und Retabel; Holz, farbig gefasst und vergoldet, 18. Jahrhundert; zugehörig PM10004773 | in der Kirche St-Julien-l’Hospitalier-et-St-Blaise (Lage) | PM10004772    | Inscrit      | 1980  |      |
| Gemälde Heiliger Julianus und heiliger Blasius        | Ölfarbe auf Leinwand, 1838                                                                                            | in der Kirche St-Julien-l’Hospitalier-et-St-Blaise (Lage) | PM10004773    | Inscrit      | 1980  |      |
| Kruzifix                                              | Holz, farbig gefasst, 16. Jahrhundert                                                                                 | in der Kirche St-Julien-l’Hospitalier-et-St-Blaise (Lage) | PM10004777    | Inscrit      | 1980  |      |
| Taufaltar                                             | Altartisch und Retabel; Eichenholz, farbig gefasst und vergoldet, 18. Jahrhundert; zugehörig PM10004775               | in der Kirche St-Julien-l’Hospitalier-et-St-Blaise (Lage) | PM10004774    | Inscrit      | 1980  |      |
| Gemälde Taufe Christi                                 | Ölfarbe auf Leinwand, 18. Jahrhundert; nach Pierre Mignard                                                            | in der Kirche St-Julien-l’Hospitalier-et-St-Blaise (Lage) | PM10004775    | Inscrit      | 1980  |      |
| Vier Skulpturenreliquiare                             | Eichenholz, farbig gefasst, 16. Jahrhundert; in der Mairie deponiert                                                  | in der Kirche St-Julien-l’Hospitalier-et-St-Blaise (Lage) | PM10004779    | Inscrit      | 1980  |      |
| Prozessionskreuz                                      | Kupfer, vergoldet, 15. Jahrhundert; im Kathedralschatz in Troyes deponiert                                            | in der Kirche St-Julien-l’Hospitalier-et-St-Blaise (Lage) | PM10001073    | Classé       | 1894  |      |
| Skulptur Heiliger Mauritius                           | Eichenholz, farbig gefasst, erste Hälfte des 16. Jahrhunderts                                                         | in der Kirche St-Julien-l’Hospitalier-et-St-Blaise (Lage) | PM10001080    | Classé       | 1960  |      |
| Adlerpult                                             | Eichenholz, farbig gefasst, 18. Jahrhundert                                                                           | in der Kirche St-Julien-l’Hospitalier-et-St-Blaise (Lage) | PM10001086    | Classé       | 1960  |      |
| Prozessionsstab Heiliger Bischof                      | Holz, farbig gefasst und vergoldet, 19. Jahrhundert                                                                   | in der Kirche St-Julien-l’Hospitalier-et-St-Blaise (Lage) | PM10004780    | Inscrit      | 1980  |      |
| Skulptur Heiliger Sebastian                           | Eichenholz, farbig gefasst, um 1600                                                                                   | in der Kirche St-Julien-l’Hospitalier-et-St-Blaise (Lage) | PM10001082    | Classé       | 1960  |      |
| Skulptur Heilige Barbara                              | Kalkstein, farbig gefasst, Anfang des 16. Jahrhunderts                                                                | in der Kirche St-Julien-l’Hospitalier-et-St-Blaise (Lage) | PM10001083    | Classé       | 1960  |      |
| Truhenbank                                            | Holz, 16. Jahrhundert                                                                                                 | in der Kirche St-Julien-l’Hospitalier-et-St-Blaise (Lage) | PM10001085    | Classé       | 1960  |      |
| Nikolausaltar                                         | rechter Seitenaltar; Holz, farbig gefasst und vergoldet, 17. Jahrhundert                                              | in der Kirche St-Julien-l’Hospitalier-et-St-Blaise (Lage) | PM10004771    | Inscrit      | 1980  |      |
| Zwei Gemälde Johannes Evangelist und Mater dolorosa   | Ölfarbe auf Eichenholz, 16. oder 17. Jahrhundert                                                                      | in der Kirche St-Julien-l’Hospitalier-et-St-Blaise (Lage) | PM10004776    | Inscrit      | 1980  |      |
| Skulptur einer Heiligen mit Buch                      | Eichenholz, farbig gefasst, um 1600                                                                                   | in der Kirche St-Julien-l’Hospitalier-et-St-Blaise (Lage) | PM10004778    | Inscrit      | 1980  |      |
| Gemälde Beweinung Christi                             | Ölfarbe auf Leinwand, erste Hälfte des 18. Jahrhunderts; nach Simon Vouet                                             | in der Kirche St-Julien-l’Hospitalier-et-St-Blaise (Lage) | PM10004781    | Inscrit      | 1995  |      |
| Rosenkranzaltar                                       | Altartisch und Retabel; Holz, farbig gefasst und vergoldet, 18. Jahrhundert                                           | in der Kirche St-Julien-l’Hospitalier-et-St-Blaise (Lage) | PM10004782    | Inscrit      | 1980  |      |